# Mestre Pastinha
Vicente Ferreira Pastinha (Salvador, 5 de abril de 1889 - Salvador, 13 de noviembre de 1981) fue un gran maestro de capoeira brasileño.

## Biografía
Tomó contacto con la capoeira a la edad de 8 años. La historia cuenta que un chico mayor y más fuerte de su barrio le acosaba y pegaba. Un día, Benedito, un vecino, vio las agresiones que Pastinha sufría y le dijo que se pasara un día por su casa y le enseñaría unas pocas cosas. En su siguiente encuentro con el chico, Pastinha le ganó tan rápido que el chico se convirtió en su ídolo.
Tuvo una feliz y modesta infancia. Por las mañanas recibía clases de arte y aprendía a pintar; las tardes las ocupaba practicando capoeira. Continuó su aprendizaje con Benedito por tres años más. En 1941, fue un domingo a una roda en ladeira do Gengibirra, que está en el bairro da Liberdade, de donde saldrían los mejores capoeiristas. Después de pasar la tarde allí, uno de los mejores maestros de la bahía, mestre Amorzinho, le preguntó si quería aprender Capoeira Angola.
Como resultado, en 1942 Pastinha fundó la primera escuela de capoeira angola, el Centro Esportivo de Capoeira Angola, en Pelourinho. Sus estudiantes vestirían pantalones negros y camiseta amarilla, el mismo color que el Esporte Clube Ypiranga, equipo que le permitió usar sus instalaciones y le donaba las equipaciones antiguas. Participó con la delegación de Brasil en el "Primer Festival Internacional de Artes Negras" en Dakar, Senegal (1966).
Al final, la academia de Pastinha pasó tiempos difíciles. Pastinha, viejo, enfermo y casi ciego, fue invitado por el gobernador a vaciar la escuela para renovarla, pero el edificio nunca volvió a sus manos, sino que se convirtió en un restaurante. Pastinha murió poco después de esto, pero nunca renunció a la vida de capoeirista.